# Inga Larsson
Inga Elisabeth Larsson, född 11 februari 1927 i Lund i Malmöhus län, död 24 april 2005 i Lomma, var en svensk målare och grafiker.
Hon var dotter till Theodor Ludvig Johansson och Clara Maria Larsson och från 1945 gift med Elvin Martin Allan Larsson. Hon var som konstnär autodidakt och bedrev självstudier under resor till Finland och Frankrike. Hon debuterade i en utställning med Skånes konstförening 1947 och deltog därefter i ett flertal samlingsutställningar i Skåne. Tillsammans med sin man och Gunnar Norrman ställde hon ut i Lomma 1956. Hennes konst består av stilleben, figursaker och landskap i olja, pastell, akvarell eller gouache samt träsnitt. Hon tilldelades Ellen Trotzigs stipendium 1964 och Lommas kulturstipendium 1986. Hon var medlem i Konstnärernas Samarbetsorganisation. Larsson är representerad vid Malmö museum, Tingshuset i Lund, Institutet för växt och skogsskydd i Alnarp, Malmöhus läns landsting, Hallands läns landsting, Kristianstads läns landsting, Östergötlands läns landsting och Västerbottens läns landsting.